# Rakouská fotbalová Bundesliga
Rakouská fotbalová Bundesliga (německy v originálním názvu Fußball-Bundesliga) je nejvyšší rakouská fotbalová soutěž. Jejím pořadatelem je Österreichischer Fußball-Bund (Rakouský fotbalový svaz). V současném formátu byla založena v roce 1974. Předtím nejvyšší soutěž v Rakousku nesla jméno Fußballmeisterschaft (Fotbalové mistrovství). Počet klubů této v soutěži se často měnil, v poslední sezóně (1973/1974) měla 17 účastníků.
Formát vzniklý v roce 1974 čítal 10 účastníků, kde se každý s každým utkal čtyřikrát (dvakrát doma a venku). Vítěz postoupil do 2. předkola Ligy mistrů, kluby na druhém a třetím místě šly do 2. předkola Evropské ligy. Od sezony 2018/2019 hraje ligu 12 týmů, v hlavní části se každý s každým utká dvakrát. Po 22 kolech se tabulka rozdělí v polovině a prvních šest týmů hraje skupinu o titul, zatímco posledních šest skupinu o udržení. V rámci svých skupin se opět každý s každým střetne dvakrát, celkově tedy všechny týmy sehrají 32 zápasů.
Nejúspěšnějšími kluby historie jsou SK Rapid Vídeň (32 titulů), FK Austria Vídeň (24 titulů) a FC Red Bull Salzburg (17 titulů).

## Nejlepší kluby v historii - podle počtu titulů
| Vítězové nejvyšší ligové soutěže                             |        | |
| Klub                                                         | Tituly | Vítězné ročníky |
| SK Rapid Vídeň                                               | 32     | 1912, 1913, 1916, 1917, 1919, 1920, 1921, 1923, 1929, 1930, 1935, 1938, 1940, 1941, 1946, 1948, 1950–51, 1951–52, 1953–54, 1955–56, 1956–57, 1959–60, 1963–64, 1966–67, 1967–68, 1981–82, 1982–83, 1986–87, 1987–88, 1995–96, 2004–05, 2007–08 |
| FK Austria Vídeň                                             | 24     | 1923–24, 1925–26, 1948–49, 1949–50, 1952–53, 1960–61, 1961–62, 1962–63, 1968–69, 1969–70, 1975–76, 1977–78, 1978–79, 1979–80, 1980–81, 1983–84, 1984–85, 1985–86, 1990–91, 1991–92, 1992–93, 2002–03, 2005–06, 2012–13                         |
| FC Red Bull Salzburg                                         | 17     | 1993–94, 1994–95, 1996–97, 2006–07, 2008–09, 2009–10, 2011–12, 2013–14, 2014–15, 2015–16, 2016–17, 2017–18, 2018–19, 2019–20, 2020–21, 2021–22, 2022/23                                                                                        |
| Wacker Innsbruck (5) Swarovski Tirol (2) Tirol Innsbruck (3) | 10     | 1970–71, 1971–72, 1972–73, 1974–75, 1976–77, 1988–89, 1989–90, 1999–00, 2000–01, 2001–02 |
| SK Admira Wien (8) SC Wacker Wien (1)                        | 9      | 1926–27, 1927–28, 1931–32, 1933–34, 1935–36, 1936–37, 1938–39, 1946–47, 1965–66 |
| First Vienna FC 1894                                         | 6      | 1930–31, 1932–33, 1941–42, 1942–43, 1943–44, 1954–55 |
| Sturm Graz                                                   | 5      | 1997–98, 1998–99, 2010–11, 2023–24, 2024–25 |
| Wiener SC                                                    | 3      | 1921–22, 1957–58, 1958–59 |
| Floridsdorfer AC                                             | 1      | 1917–18 |
| Wiener AF                                                    | 1      | 1913–14 |
| LASK Linz                                                    | 1      | 1964–65 |
| VÖEST Linz                                                   | 1      | 1973–74 |
| Grazer AK                                                    | 1      | 2003–04 |
| Wiener AC                                                    | 1      | 1914–15 |
| Hakoah Vienna                                                | 1      | 1924–25 |

## Mistři
- 1911/12: SK Rapid Vídeň (1 titul)
- 1912/13: SK Rapid Vídeň (2)
- 1913/14: Wiener AF (1 titul)
- 1914/15: Wiener AC (1)
- 1915/16: SK Rapid Vídeň (3)
- 1916/17: SK Rapid Vídeň (4)
- 1917/18: Floridsdorfer AC (1)
- 1918/19: SK Rapid Vídeň (5)
- 1919/20: SK Rapid Vídeň (6)
- 1920/21: SK Rapid Vídeň (7)
- 1921/22: Wiener SK (1)
- 1922/23: SK Rapid Vídeň (8)
- 1923/24: FK Austria Vídeň (1)
- 1924/25: SC Hakoah Vídeň (1)
- 1925/26: FK Austria Vídeň (2)
- 1926/27: ESV Admira Vídeň (1)
- 1927/28: ESV Admira Vídeň (2)
- 1928/29: SK Rapid Vídeň (9)
- 1929/30: SK Rapid Vídeň (10)
- 1930/31: 1. Vídeň FC 1894 (1)
- 1931/32: ESV Admira Vídeň (3)
- 1932/33: 1. Vídeň FC 1894 (2)
- 1933/34: ESV Admira Vídeň (4)
- 1934/35: SK Rapid Vídeň (11)
- 1935/36: ESV Admira Vídeň (5)
- 1936/37: ESV Admira Vídeň (6)
- 1937/38: SK Rapid Vídeň (12)
- 1938/39: ESV Admira Vídeň (7)
- 1939/40: SK Rapid Vídeň (13)
- 1940/41: SK Rapid Vídeň (14)
- 1941/42: 1. Vídeň FC 1894 (3)
- 1942/43: 1. Vídeň FC 1894 (4)
- 1943/44: 1. Vídeň FC 1894 (5)
- 1944–1945: se nehrálo
- 1945/46: SK Rapid Vídeň (15)
- 1946/47: SC Wacker (1)
- 1947/48: SK Rapid Vídeň (16)
- 1948/49: FK Austria Vídeň (3)
- 1949/50: FK Austria Vídeň (4)
- 1950/51: SK Rapid Vídeň (17)
- 1951/52: SK Rapid Vídeň (18)
- 1952/53: FK Austria Vídeň (5)
- 1953/54: SK Rapid Vídeň (19)
- 1954/55: 1. Vídeň FC 1894 (6)
- 1955/56: SK Rapid Vídeň (20)
- 1956/57: SK Rapid Vídeň (21)
- 1957/58: Wiener SK (2)
- 1958/59: Wiener SK (3)
- 1959/60: SK Rapid Vídeň (22)
- 1960/61: FK Austria Vídeň (6)
- 1961/62: FK Austria Vídeň (7)
- 1962/63: FK Austria Vídeň (8)
- 1963/64: SK Rapid Vídeň (23)
- 1964/65: LASK Linz (1)
- 1965/1966: ESV Admira Vídeň (8)
- 1966/1967: SK Rapid Vídeň (24)
- 1967/1968: SK Rapid Vídeň (25)
- 1968/1969: FK Austria Vídeň (9)
- 1969/1970: FK Austria Vídeň (10)
- 1970/1971: FC Wacker Innsbruck (1)
- 1971/1972: FC Wacker Innsbruck (2)
- 1972/1973: FC Wacker Innsbruck (3)
- 1973/1974: FC Linec (1)
- 1974/75: FC Wacker Innsbruck (4)
- 1975/76: FK Austria Vídeň (11)
- 1976/77: FC Wacker Innsbruck (5)
- 1977/78: FK Austria Vídeň (12)
- 1978/79: FK Austria Vídeň (13)
- 1979/80: FK Austria Vídeň (14)
- 1980/81: FK Austria Vídeň (15)
- 1981/82: SK Rapid Vídeň (26)
- 1982/83: SK Rapid Vídeň (27)
- 1983/84: FK Austria Vídeň (16)
- 1984/85: FK Austria Vídeň (17)
- 1985/86: FK Austria Vídeň (18)
- 1986/87: SK Rapid Vídeň (28)
- 1987/88: SK Rapid Vídeň (29)
- 1988/89: FC Swarovski Tirol (1)
- 1989/90: FC Swarovski Tirol (2)
- 1990/91: FK Austria Vídeň (19)
- 1991/92: FK Austria Vídeň (20)
- 1992/93: FK Austria Vídeň (21)
- 1993/94: FC Red Bull Salcburk (1)
- 1994/95: FC Red Bull Salcburk (2)
- 1995/96: SK Rapid Vídeň (30)
- 1996/97: FC Red Bull Salcburk (3)
- 1997/98: SK Sturm Graz (1)
- 1998/99: SK Sturm Graz (2)
- 1999/00: FC Tirol Innsbruck (1)
- 2000/01: FC Tirol Innsbruck (2)
- 2001/02: FC Tirol Innsbruck (3)
- 2002/03: FK Austria Vídeň (22)
- 2003/04: Grazer AK (1)
- 2004/05: SK Rapid Vídeň (31)
- 2005/06: FK Austria Vídeň (23)
- 2006/07: FC Red Bull Salcburk (4)
- 2007/08: SK Rapid Vídeň (32)
- 2008/09: FC Red Bull Salcburk (5)
- 2009/10: FC Red Bull Salcburk (6)
- 2010/11: SK Sturm Graz (3)
- 2011/12: FC Red Bull Salcburk (7)
- 2012/13: FK Austria Vídeň (24)
- 2013/14: FC Red Bull Salcburk (8)
- 2014/15: FC Red Bull Salcburk (9)
- 2015/16: FC Red Bull Salcburk (10)
- 2016/17: FC Red Bull Salcburk (11)
- 2017/18: FC Red Bull Salcburk (12)
- 2018/19: FC Red Bull Salcburk (13)
- 2019/20: FC Red Bull Salcburk (14)
- 2020/21: FC Red Bull Salcburk (15)
- 2021/22: FC Red Bull Salcburk (16)
- 2022/23: FC Red Bull Salcburk (17)
- 2023/24: Sturm Graz (4)
- 2024/25: Sturm Graz (5)